# Bona Sforzová
Bona Sforza (2. února 1494, Vigevano – 19. listopadu 1557, Bari) byla lombardská vévodkyně, polská královna, druhá manželka polského krále Zikmunda I. Starého a velkokněžna litevská.

## Biografie
Bona se narodila jako druhá dcera lombardského velmože, titulárního milánského vévody Giana Galeazza Sforzy a jeho manželky Isabely Aragonské. Pocházela tedy z mocného italského rodu Sforzů, milánských vévodů. Její otec zdědil titul milánského vévody v sedmi letech (roku 1476), kdy byl jeho otec zavražděn, až do jeho smrti v roce 1494 však za něj vládl jeho strýc Ludovico il Moro.

### Mládí
Boně se dostalo dvorského vychování a klasického vzdělání. Jejím vychovatelem byl příslušník dalšího mocného rodu Crisostomo Colonna a na její vzdělání dohlížel i Antonio Galateo. Od nich se Bona naučila nejen dvorským mravům, psaní, čtení v latině, ale znala také díla klasické římské literatury Vergiliova či Ciceronova, stejně jako spisy Církevních Otců, byla vedena k učeným disputacím, ovládla rovněž základy historie, práva či teologie. Byla osobou hospodárnou, cílevědomou, a díky svému výlučnému postavení měla silný vliv na společnost.

### Manželství
Krátce před manželovou smrtí vévodkyně Isabela s dcerami odjela do Bari. Ve snaze dosáhnout politického významu a získat zpět své statky, snažila se o co nejvýhodnější sňatek pro Bonu (Bonina starší sestra Ippolita v roce 1501 jako osmiletá zemřela). První pokusy skončily nezdarem, ale díky podpoře Habsburků se Bonu podařilo provdat za ovdovělého polského krále Zikmunda Starého. Svatební obřady i Bonina korunovace se konaly v Krakově na Wawelu 18. dubna roku 1518.

Lucas Cranach mladší, deset miniatur členů Jagellonské rodiny z roku 1565. Zleva v horní řadě Zikmund I. Starý, Bona Sforza, Zikmund II. August a jeho první dvě manželky Alžběta Habsburská a Barbora Radziwiłłovna; v dolní třetí manželka Zikmunda II. Augusta Kateřina Habsburská, Isabela Jagellonská, Kateřina Jagellonská, Žofie Jagellonská a Anna Jagellonská.

Z manželství Bony Sforzy a Zikmunda Starého vzešlo šest potomků:
- Isabela (18. ledna 1519 – 15. září 1559), ⚭ 1539 Jan Zápolský (2. února 1487 – 22. července 1540), uherský král od roku 1526 až do své smrti
- Zikmund August (1. srpna 1520 – 7. července 1572), polský král, velkokníže litevský od roku 1548 až do své smrti,
⚭ 1543 Alžběta Habsburská (9. července 1526 – 15. června 1545), rakouská arcivévodkyně
⚭ 1547 Barbora Radziwiłłovna (6. prosince 1520 – 8. května 1551)
⚭ 1553 Kateřina Habsburská (15. ledna 1533 – 28. února 1572)

- Žofie (13. června 1522 – 28. května 1575), ⚭ 1556 Jindřich V. Brunšvicko-Lüneburský (10. listopadu 1489 – 11. června 1568)
- Anna (18. října 1523 – 9. září 1596), ⚭ 1576 Štěpán Báthory (27. září 1533 – 12. prosince 1586), polský král, velkokníže litevský od roku 1576 až do své smrti
- Kateřina (1. listopadu 1526 – 16. září 1583), ⚭ 1562 Jan III. Švédský (20. prosince 1537 – 17. listopadu 1592), švédský král od roku 1568 až do své smrti
- Albert (*/† 20. září 1527)

Svého druhého syna porodila Bona předčasně v důsledku pádu z koně; dítě zemřelo ještě týž den. Po této nešťastné události již Bona další děti mít nemohla.

### Polská královna

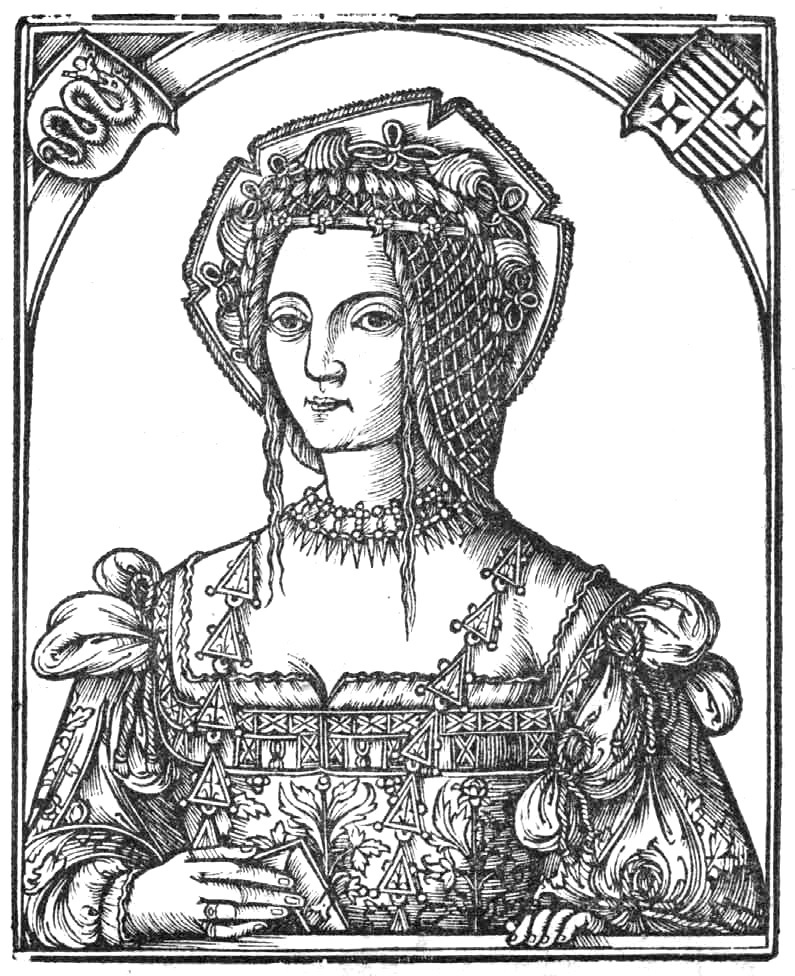
Bona Sforza v roce 1517

Hned od počátku svého pobytu v Polsku Bona usilovala o silné politické postavení. Kromě svého dvora vytvářela okruh svých obdivovatelů a příznivců. Podařilo se jí získat od papeže Lva X. právo zasahovat do obsazení patnácti významných církevních úřadů (mj. v Krakově, Hnězdně, Poznani, Włocławku a Fromborku).
Bona považovala za jeden z nejdůležitějších nástrojů k realizaci politických plánů a posílení královské moci přístup k vysokým finančním prostředkům. Stále zvětšovala svá dominia a hromadila majetek i kapitál, nikoliv pro osobní spotřebu, ale aby Jagellonci získali finanční nezávislost. Do roku 1524 získala do královského majetku knížectví pińské a kobryńské, panství sielucké a značný pás pozemků v okolí Narewu. Dále získala zpět ztracené královské statky na Podlesí. Později skupovala různé usedlosti v Litvě a konečně v letech 1536–1546 získala dozor nad celními komorami celého Litevského velkoknížectví, což přinášelo obrovské zisky.
Dne 20. září 1527 královna předčasně porodila svého druhého syna Olbrachta. Nedonošené dítě týž den zemřelo a královna pak již nemohla mít děti. Protože chtěla zajistit pokračování jagellonské dynastie na polském trůně, nutila polskou šlechtu a magnáty ke korunovaci jediného syna, Zikmunda Augusta, který ovšem byl v té době ještě dítě. Po dlouhých jednáních, intrikách a rozdávání mnoha majetků a obročí mu litevská šlechta nejprve přiznala trůn litevského velkoknížete (cca 1527–28), posléze v roce 1530 byl Zikmund August korunován i polským králem. To vyvolalo velký odpor polských pánů, který vedl ke schválení zákona, že další korunovace se uskuteční teprve po smrti jeho otce Zikmunda I. Staršího, a to ve shodě se šlechtou.
Od samého počátku Bona s nelibostí nesla rostoucí moc polsko-litevského rodu Radziwiłłů a později byla neopodstatněně podezírána z otrávení své snachy Barbory Radziwiłłovny.
V zahraniční politice byla Bona zarytou odpůrkyní Habsburků a prosazovala posílení vztahu s Francií. V Uhrách ve válkách, ke kterým došlo po bitvě u Moháče (roku 1526) podporovala Jana Zápolského proti Habsburkům; v roce 1539 se za něj provdala její dcera Isabela. Usilovala i o upevnění dobrých vztahů s Osmanskou říší a kontaktovala Roxolanu, nejvýznamnější ženu sultána Sulejmana I. Snažila se rovněž inkorporovat Pruské vévodství do zemí Polské koruny; tento projekt se jí však nepodařilo realizovat, naopak celou dobu bojovala s rostoucím vlivem Hohenzollernů v Polsku. Hodlala také připojit ke korunním zemím Slezsko výměnou za své dědičné vévodství Bari a Rossano, Zikmund Starý však tomuto záměru nebyl nekloněn a celý plán padl. V třicátých letech 16. století se Boně podařilo provést v Litvě řadu reforem (mj. sjednocení povinností rolníků a zavedení nových jednotek výměry pozemků, tzv. valoků).

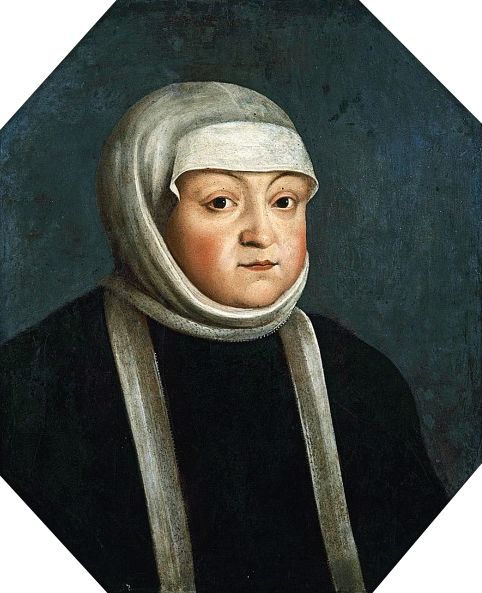
Bona Sforza na obraze z roku 1643

V roce 1544 Bonin syn Zikmund II. August převzal samostatnou vládu v Litvě a v důsledku toho tam i přesídlil. To bylo příčinou značného oslabení královniny moci, která si jeho odjezd nepřála. Tento konflikt zájmů a následný sňatek Zikmunda s Barborou Radvilaitė způsobily posléze, po smrti Zikmunda Starého (1. dubna 1548), že Bona s dcerami přesídlila do Mazovska, kde pobývala osm let. Když pochopila, že porozumění se synem nebude možné, rozhodla se pro odjezd z Polska do Bari, což realizovala v roce 1556. Musela se při tom, na žádost šlechty, zříci všech statků v Polsku.

### Smrt
Rok po návratu do vévodství Bari Bonu otrávil její dvořan Gian Lorenzo Pappacoda. Iniciátory vraždy byli ovšem Habsburkové, kteří měli těžit ze zfalšování jejího testamentu a současně uniknout splácení půjčky 430 000 dukátů, které Bona půjčila vévodovi z Alby, ministrovi španělského krále Filipa II.
Byla pohřbena velmi skromně v bazilice sv. Mikuláše v Bari. Teprve její dcera Anna zadala florentskému mistrovi Santimu Guccimu (asi 1530–1600) vybudování odpovídajícího náhrobku, který se dochoval dodnes.

### Bonin odkaz
Bona byla mecenáškou polské kultury. Vysílala schopné mladé lidi na studia do zahraničí (to bylo tím cennější, že v té době Jagellonská univerzita zažívala regres). Díky ní se na polské stoly dostala řada dosud zde neznámých potravin, např. rajče jedlé, květák, brokolice, špenát, artyčoky aj., stejně jako špagety a různé kořenicí přípravky, které královna milovala. Za ní vzrostla v Polsku i spotřeba vína, které postupně vytlačovalo medovinu.
Královna Bona nebyla oblíbená, protože dosud žádná královna nevstupovala do politiky tak otevřeně jako ona. Kronikáři ji označují jako chtivou moci, přesto však pro Polsko udělala mnoho dobrého. Nechala obdělat velké plochy úhorů, osídlovala pustiny, budovala mosty, mlýny, pily; zvelebovala města ve svém držení a stavěla obranné tvrze; na Mazovsku, kde sídlila ke konci života, založila řadu měst nových. Často říkala: „U vás leží dukáty na chodnících, jen se shýbnout a sebrat je. Nikdo je nechce? Tím lépe pro mne“. Když odjela z Polska, zanechala za sebou dokonale fungující královské majetky, vynášející velké důchody. Její syn a později i další králové nedokázali tento stav udržet a většinu svých statků rozdali magnátům, aby si koupili jejich loajalitu.

## Titulatura
Bona Dei gratiae Regina Poloniae, Magna Ducissa Lituaniae, Russiae, Prussiae, Mazoviae, Ducissa Bari et Napoli

## Vývod z předků
|             |                        |  |                     |                            |  |  |  |  |  |  |  | Muzzio Attendolo Sforza |
|             |                        |  |                     |                            |  |  |  |  |  |  |  |                         |
|             | Francesco I. Sforza    |  |                     |                            |  |  |  |  |  |  |  |                         |
|             |                        |  |                     |                            |  |  |  |  |  |  |  |                         |
|             |                        |  |                     | Lucia Terzani da Marsciano |  |  |  |  |  |  |  |                         |
|             |                        |  |                     |                            |  |  |  |  |  |  |  |                         |
|             | Galeazzo Maria Sforza  |  |                     |                            |  |  |  |  |  |  |  |                         |
|             |                        |  |                     |                            |  |  |  |  |  |  |  |                         |
|             |                        |  |                     | Filippo Maria Visconti     |  |  |  |  |  |  |  |                         |
|             |                        |  |                     |                            |  |  |  |  |  |  |  |                         |
|             | Blanka Marie Visconti  |  |                     |                            |  |  |  |  |  |  |  |                         |
|             |                        |  |                     |                            |  |  |  |  |  |  |  |                         |
|             |                        |  |                     | Agnese del Maino           |  |  |  |  |  |  |  |                         |
|             |                        |  |                     |                            |  |  |  |  |  |  |  |                         |
|             | Gian Galeazzo Sforza   |  |                     |                            |  |  |  |  |  |  |  |                         |
|             |                        |  |                     |                            |  |  |  |  |  |  |  |                         |
|             |                        |  |                     | Amadeus VIII. Savojský     |  |  |  |  |  |  |  |                         |
|             |                        |  |                     |                            |  |  |  |  |  |  |  |                         |
|             | Ludvík Savojský        |  |                     |                            |  |  |  |  |  |  |  |                         |
|             |                        |  |                     |                            |  |  |  |  |  |  |  |                         |
|             |                        |  |                     | Marie Burgundská           |  |  |  |  |  |  |  |                         |
|             |                        |  |                     |                            |  |  |  |  |  |  |  |                         |
|             | Bona Savojská          |  |                     |                            |  |  |  |  |  |  |  |                         |
|             |                        |  |                     |                            |  |  |  |  |  |  |  |                         |
|             |                        |  |                     | Janus Kyperský             |  |  |  |  |  |  |  |                         |
|             |                        |  |                     |                            |  |  |  |  |  |  |  |                         |
|             | Anna Kyperská          |  |                     |                            |  |  |  |  |  |  |  |                         |
|             |                        |  |                     |                            |  |  |  |  |  |  |  |                         |
|             |                        |  |                     | Šarlota Bourbonská         |  |  |  |  |  |  |  |                         |
|             |                        |  |                     |                            |  |  |  |  |  |  |  |                         |
| Bona Sforza |                        |  |                     |                            |  |  |  |  |  |  |  |                         |
|             |                        |  |                     |                            |  |  |  |  |  |  |  |                         |
|             |                        |  | Alfons V. Aragonský |                            |  |  |  |  |  |  |  |                         |
|             |                        |  |                     |                            |  |  |  |  |  |  |  |                         |
|             | Ferdinand I. Ferrante  |  |                     |                            |  |  |  |  |  |  |  |                         |
|             |                        |  |                     |                            |  |  |  |  |  |  |  |                         |
|             |                        |  |                     | Giraldona Carlino          |  |  |  |  |  |  |  |                         |
|             |                        |  |                     |                            |  |  |  |  |  |  |  |                         |
|             | Alfons II. Neapolský   |  |                     |                            |  |  |  |  |  |  |  |                         |
|             |                        |  |                     |                            |  |  |  |  |  |  |  |                         |
|             |                        |  |                     | Tristan de Clermont        |  |  |  |  |  |  |  |                         |
|             |                        |  |                     |                            |  |  |  |  |  |  |  |                         |
|             | Isabella z Chiaromonte |  |                     |                            |  |  |  |  |  |  |  |                         |
|             |                        |  |                     |                            |  |  |  |  |  |  |  |                         |
|             |                        |  |                     | Kateřina z Taranta         |  |  |  |  |  |  |  |                         |
|             |                        |  |                     |                            |  |  |  |  |  |  |  |                         |
|             | Isabela Aragonská      |  |                     |                            |  |  |  |  |  |  |  |                         |
|             |                        |  |                     |                            |  |  |  |  |  |  |  |                         |
|             |                        |  |                     | Muzzio Attendolo Sforza    |  |  |  |  |  |  |  |                         |
|             |                        |  |                     |                            |  |  |  |  |  |  |  |                         |
|             | Francesco I. Sforza    |  |                     |                            |  |  |  |  |  |  |  |                         |
|             |                        |  |                     |                            |  |  |  |  |  |  |  |                         |
|             |                        |  |                     | Lucia Terzani da Marsciano |  |  |  |  |  |  |  |                         |
|             |                        |  |                     |                            |  |  |  |  |  |  |  |                         |
|             | Ippolita Maria Sforza  |  |                     |                            |  |  |  |  |  |  |  |                         |
|             |                        |  |                     |                            |  |  |  |  |  |  |  |                         |
|             |                        |  |                     | Filippo Maria Visconti     |  |  |  |  |  |  |  |                         |
|             |                        |  |                     |                            |  |  |  |  |  |  |  |                         |
|             | Blanka Marie Visconti  |  |                     |                            |  |  |  |  |  |  |  |                         |
|             |                        |  |                     |                            |  |  |  |  |  |  |  |                         |
|             |                        |  |                     | Agnese del Maino           |  |  |  |  |  |  |  |                         |
|             |                        |  |                     |                            |  |  |  |  |  |  |  |                         |